# Білопільска телевежа
Білопільська телевежа — суцільнометалева просторова ґратована телевізійна вежа у Білопіллі.

## Опис
Спорудження телевежі було завершене в 1966 році. Висота вежі разом з антенами становить 196 метрів, висота верхнього майданчику — 180 метрів. Наразі з вежі є мовлення 4-х цифровових мультиплексів, аналогового телебачення (2 дуже потужні передавача та 2 передавача середньої потужності) та радіо (УКХ та FM). Телевежа обслуговує центральну частину Сумської області, зокрема Білопілля та Білопільський район, Суми та Сумський район, Путивль та Путивльський район.
Вежа побудована за типовим проєктом 3803-КМ (34084-КМ). До висоти 155 метрів — піраміда с переломами поясів на 32 и 64 метрах. Далі призма базою 1,75х1,75 метри висотою 25 метрів. Верхній майданчик 2,5х2,5 метра на відмітці 180 метрів и труба для турнікетної антени.
За цим проєктом побудовані, і тому однакові, наступні вежі: Андріївська (Черняхівська), Білопільська, Донецька, Івано-Франківська, Кам'янська, Кропивницька, Луганська, Львівська, Одеська, Подільська, Черкаська, Чернівецька і ряд інших.